# 翠青蛇屬
翠青蛇屬（學名：Cyclophiops）是蛇亞目游蛇科下的一個屬，主要分布於南亚、东南亚、东亚。從阿萨姆邦到琉球群岛皆有分布。有兩種為琉球群岛特有種。

## 物種
目前本屬已知有六個種：
- 純綠翠青蛇 Cyclophiops doriae Boulenger, 1888
- Cyclophiops herminae（瑞典语：Cyclophiops herminae） (Boulenger, 1900)
- 先島翠青蛇（英语：Sakashima green snake） Cyclophiops herminae (Boettger（英语：Oskar Boettger）, 1895)
- 翠青蛇 Cyclophiops major：又名大青蛇。
- 橫紋翠青蛇 Cyclophiops multicinctus (Roux（英语：Jean Roux）, 1907)
- 沖繩翠青蛇 Cyclophiops semicarinatus (Hallowell（英语：Edward Hallowell (herpetologist)）, 1861)：又名琉球青蛇。

有研究认为翠青蛇属应视为鼠蛇属（Ptyas）的同物异名，但仍需进一步确认。